# Camponotus benguelensis
Camponotus benguelensis é uma espécie de inseto do gênero Camponotus, pertencente à família Formicidae.